# Laßbruch

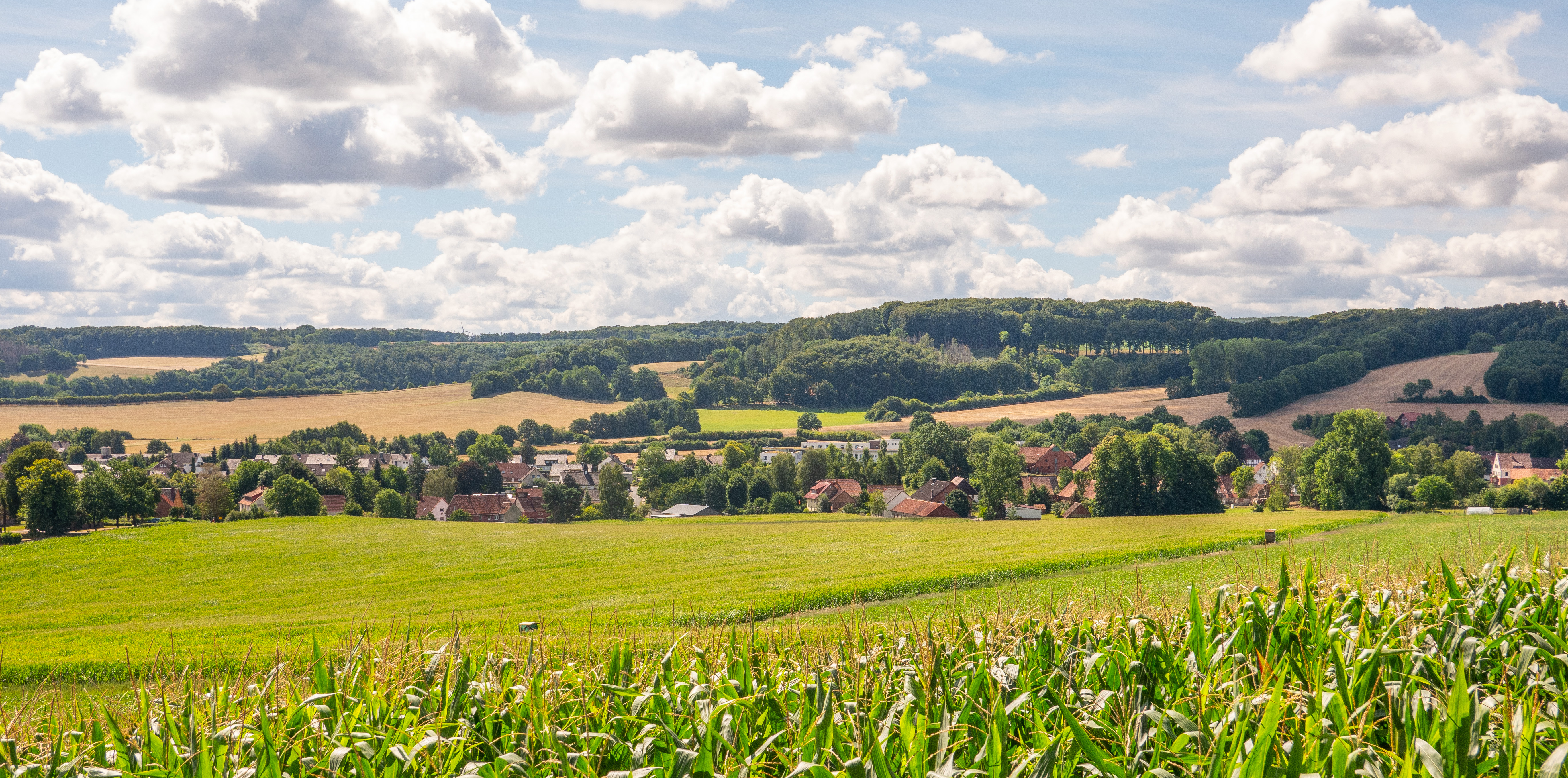
Laßbruch, Ansicht von Norden

Laßbruch ist ein Ortsteil der Gemeinde Extertal in Ostwestfalen-Lippe mit 560 Einwohnern (Stand 31. Dezember 2023).

## Lage
Laßbruch liegt im Nordosten von Nordrhein-Westfalen an der Landesgrenze zu Niedersachsen. Das Dorf befindet sich gut 8 km südlich von Rinteln, 7 km nordwestlich von Extertal-Bösingfeld sowie 6,5 km östlich von Kalletal-Hohenhausen. Die umliegenden Nachbarorte sind Silixen, Almena, Lüdenhausen, Heidelbeck, Göstrup, Kükenbruch und Krankenhagen.

## Geschichte

### Ortsname
1507 wurde Laßbruch als Lasszebroke im Landschatzregister erstmals schriftlich erwähnt.
Im Laufe der Jahrhunderte sind folgende Schreibweisen ebenfalls belegt: Lassbrboeck (1535), Laßbroick und Lassbroick (1545), Lossbroch und Laßbroich (1590), Laßbruch (1597, im Lemgoer Bürgerbuch), Laßbroiche und Laßebruch (1614/1615, im Salbuch), Laßbroche (1617), Laeßbruch (um 1620, im Salbuch), Lasbruch (1627), Laßbrock (1745), Lossbruch (1758) sowie Lasbruch (1806).

### Ur- und Frühzeit
Auf dem Buntenberg, südwestlich von Laßbruch, befinden sich Reste von Stein- und Erdwällen, deren Ursprung aber bisher nicht genauer archäologisch untersucht wurde.

### 20. Jahrhundert
Die neue Gemeinde Kükenbruch entstand am 1. Januar 1921 durch die Ausgliederung aus dem Laßbrucher Gemeindegebiet.
Am 1. Januar 1969 wurde die bis dahin selbständige Gemeinde Laßbruch in die neue Gemeinde Extertal eingegliedert.

### Einwohnerentwicklung
| Jahr      | 1860 | 1939 | 1962 | 2016 |
| Einwohner | 452  | 522  | 614  | 575  |
| --------- | ---- | ---- | ---- | ---- |

## Infrastruktur
Durch die Ortschaft verlaufen mehrere Land- und Kreisstraßen; die Extertalstraße zwischen Barntrup und Rinteln führt östlich vorbei. Die nächsten Autobahnauffahrten befinden sich an der Autobahn A 2 in Herford-Ost, Vlotho-Exter und Bad Eilsen.
Die Nachbarorte werden an Werktagen vorwiegend nur zu Kernzeiten und dann meist nur stündlich durch Buslinien angefahren. Die Vernetzung und Anbindung an umliegende Orte und Städte mit Bus und Bahn ist nur sehr unzureichend erschlossen.
In Hannover befindet sich der nächste überregionale Flughafen.

## Wirtschaft und Tourismus
Heute pendeln die meisten Erwerbstätigen in die Nachbargemeinden. Die noch bis in die erste Hälfte des 20. Jahrhunderts nicht unbedeutende Landwirtschaft spielt praktisch keine Rolle mehr.
Im Ort befindet sich das private Fachakutkrankenhaus Oberbergklinik Weserbergland für Psychiatrie, Psychosomatik und Psychotherapie, gegründet vom Neurologen Matthias Gottschaldt. Die Klinik hat sich insbesondere auf die stationäre Akut- und Krisenversorgung und weiterführende wissenschaftlich-fundierte fachtherapeutische Behandlung von Suchterkrankungen, depressiven Störungen und Ängsten, schwerpunktmäßig bei beruflich stark angespannten Patientengruppen (Ärzten, Selbständigen, Führungskräften, Lehrern) spezialisiert, weshalb auch die Behandlung des Burnout-Syndroms einen weiteren Schwerpunkt der Klinik darstellt.
Im Ort gibt es Übernachtungsmöglichkeiten in mehreren Unterkünften. Neben einem ausgedehnten Wanderwegenetz wurde auch in Ortsnähe ein Nordic-Walking-Parcours angelegt. Das öffentlich zugängliche Freibad ist in den Sommermonaten bei entsprechender Witterung geöffnet und befindet sich in der Trägerschaft eines Fördervereins.

## Daten
- Einwohnerzahl: 560
- Höhe: 150–320 Meter über NN (höchste Erhebung ist der Buntenberg im Westen)